# Les Gardiennes (roman)
Pour les articles homonymes, voir Les Gardiennes et Gardienne.

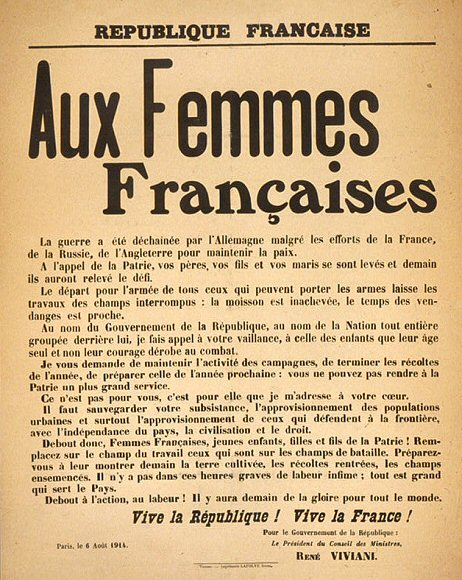
Affiche de 1914 demandant expressément aux femmes de garder la France en état de marche

Les Gardiennes est un roman d'Ernest Pérochon paru en 1924. Il dépeint principalement la vie et le labeur des femmes de la campagne dans les Deux-Sèvres pendant la Première Guerre mondiale alors que les hommes valides sont tous au Front. Le ton en est ouvertement féministe.
En l'absence des hommes, il a fallu continuer à élever et éduquer les enfants, cultiver la terre, s'occuper des animaux, nourrir la population ; la Femme est devenue la gardienne du foyer et de la terre.

## Résumé
Le 2 août 1914, en France, les hommes sont mobilisés et les bons chevaux réquisitionnés. Hortense Misanger voit partir ses trois fils et son gendre au Front. Le gendre et l'un de ses fils sont paysans. Elle souhaite, de plus, que le plus jeune, Georges, épouse une fille du pays, Marguerite, fille d'un cousin boulanger.

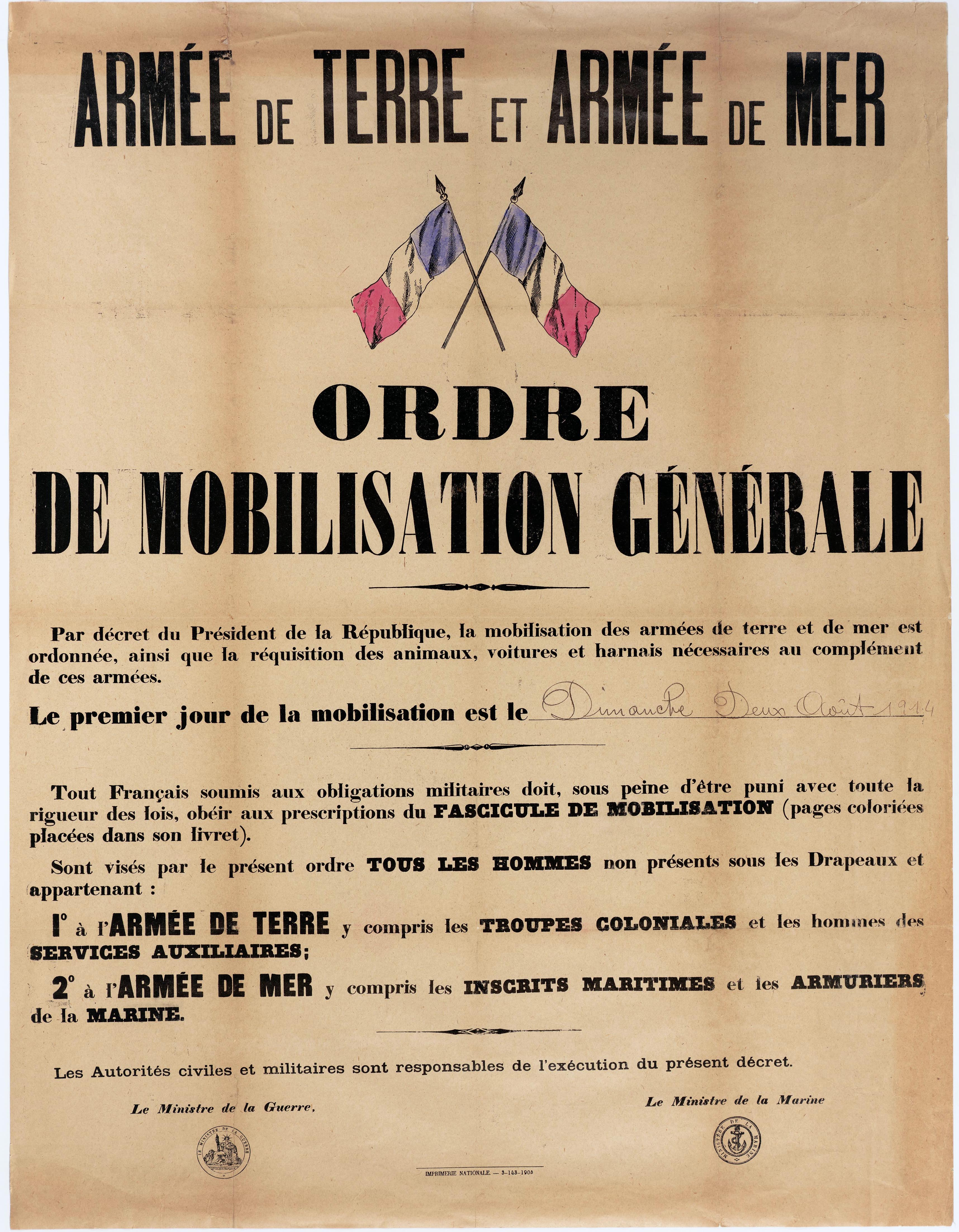
L'ordre de mobilisation française de 1914

Le mari d'Hortense, Claude, est usé par le travail et n'a plus la volonté de continuer. Dotée d'une grande énergie et d'un caractère particulièrement autoritaire, Hortense va se dépenser sans compter et imposer implacablement sa volonté à son entourage au mépris des conséquences et du bonheur réel des membres de sa famille.
Elle veut atteindre à tout prix son objectif : le maintien des deux fermes et de la boulangerie et même, si possible, leur amélioration afin de prouver, au retour des hommes, que les femmes ont su tenir leur rang.

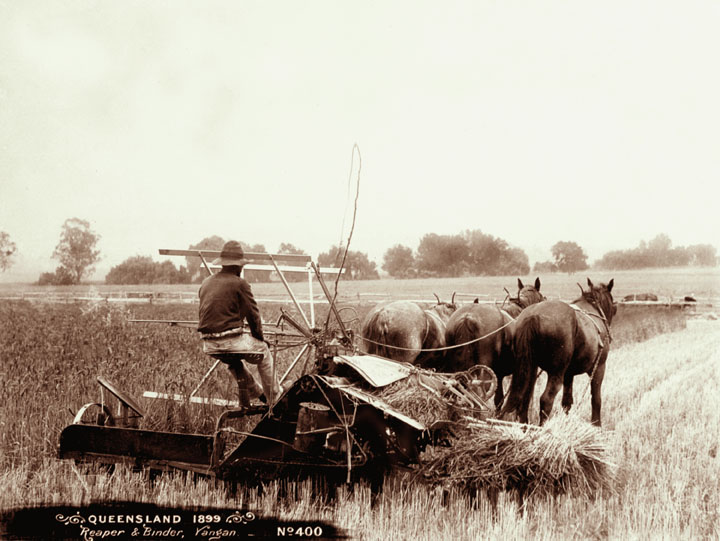
Moissonneuse-lieuse en Australie en 1899. Dans le roman, l'achat d'une machine américaine semblable permet aux Gardiennes de surpasser leurs hommes.

La tâche étant immense, elle engage des aides dont une jeune bonne issue de l'Assistance publique, Francine. L'arrivée des Alliés américains va aussi secouer ce petit monde.
Le roman se situe dans le marais poitevin et ses alentours.

## Personnages
- Hortense Misanger, dite « la Grande Hortense ».
- Claude Misanger, son mari, « le Père Claude ».
- Norbert, leur fils, paysan dans le marais.
- Constant, leur fils cadet.
- Solange, leur fille qui a repris la ferme familiale en plaine.
- Georges, leur plus jeune fils.
- Léa, épouse de Norbert.
- Maxime, fils de Norbert et Léa.
- Clovis Berland, époux de Solange.
- Marguerite Ravisé, la cousine, amoureuse de Georges
- Francine Riant, employée par Hortense sur les deux fermes.
- Maryvon dit « Grenouillaud », un original vivant dans le marais.

## L’œuvre

### L'époque et ses mentalités
Le roman décrit de façon réaliste et exacte la situation des paysans et paysannes restés au pays pendant que les hommes valides sont partis à la guerre. Bien que le roman soit principalement axé sur la condition féminine, Pérochon n'oublie ni les enfants ni les vieillards qui fournissent leur part de travail.
Les femmes sont généralement soumises à leurs maris, Hortense représentant l'exception. « Solange dirige la maison, pour le reste, c'est ma volonté qui règne » affirme Clovis.
Développer et transmettre la terre familiale et, si possible, installer d'autres enfants reste l'objectif principal des paysans.

### Le lieu

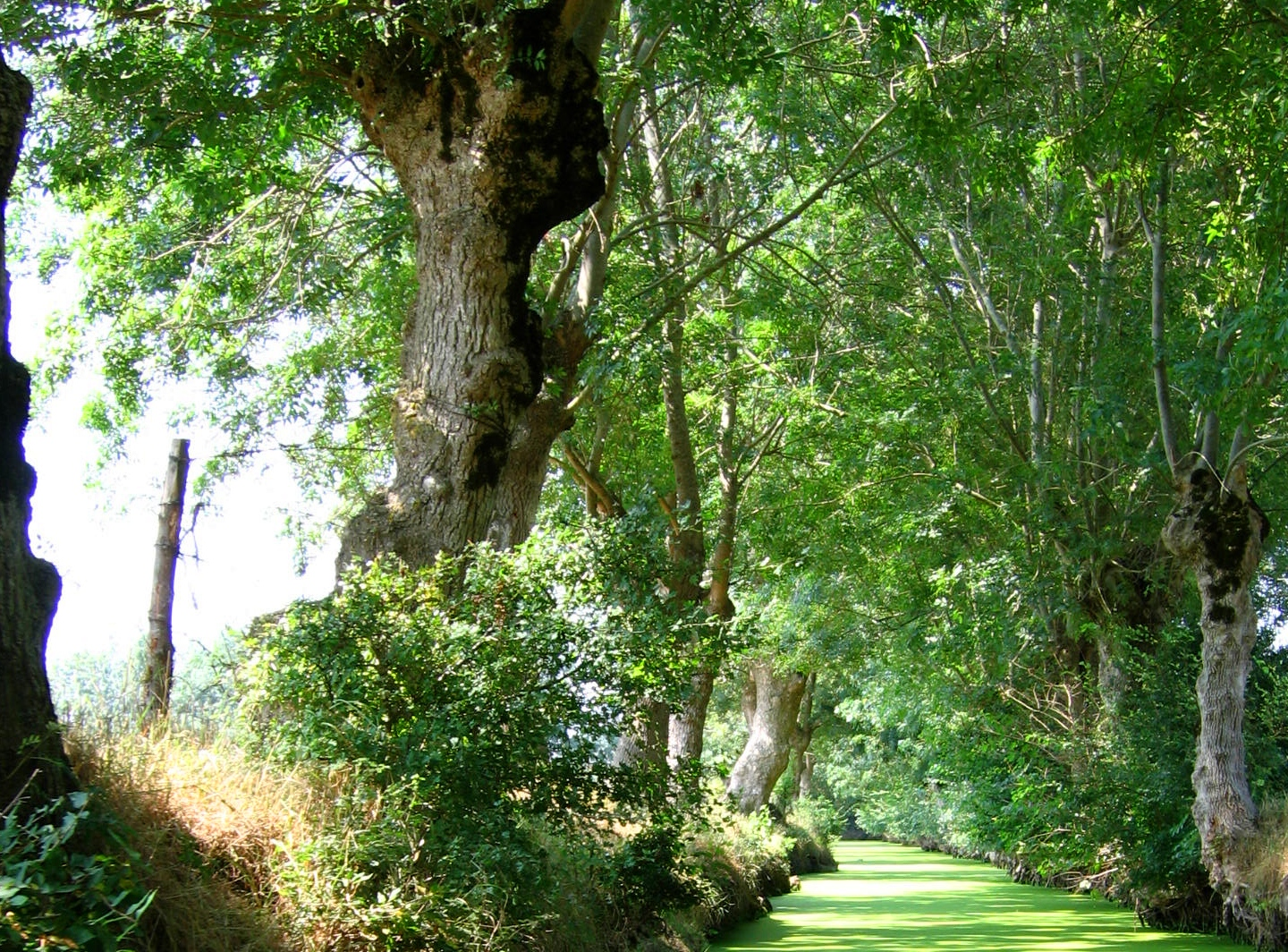
Une conche, bordée de saules têtards, dans le marais poitevin

Sérigny, localité imaginaire, située en bordure du marais poitevin rappelle à la fois Coulon (Deux-Sèvres), commune du marais « au bord d'une rivière canalisée,» et sa voisine, Saint-Rémy, située « au nord où la plaine s'étend à perte de vue ». La ville proche où les coquettes vont s'habiller peut être Niort où Pérochon s'installe en 1920 et, le port d'où débarquent les soldats américains, La Rochelle.
Ernest Pérochon a été instituteur à Vouillé situé à 13 km de Coulon de 1915 à 1920 et connaît donc bien la région. Il connaissait aussi Louis Perceau qu'il a pu rencontrer dans les couloirs de L'Humanité lors de la publication de son premier roman en feuilleton dans ce journal. Louis Perceau était né à Coulon et a écrit Les Contes du marais poitevin dont le héros, « La Pigouille », est, d'évidence, de la même veine que le personnage de Maryvon.

### Les thèmes abordés
- L'émancipation et la fidélité des femmes

Ces thèmes sont imbriqués. En faisant ses adieux, le soldat promet de revenir, c'est sa fidélité à son foyer et à sa terre ; implicitement en retour, l'épouse lui promet d'être fidèle. Mais, il se peut que la guerre dure et que les sangs s'échauffent.
L'émancipation économique est réalisée par nécessité. Durement gagnée, elle fait la fierté des femmes du roman. Cependant, le dénouement laisse entendre que ces succès pourraient bien n'être qu'éphémères.
- Les difficultés de la condition féminine en général

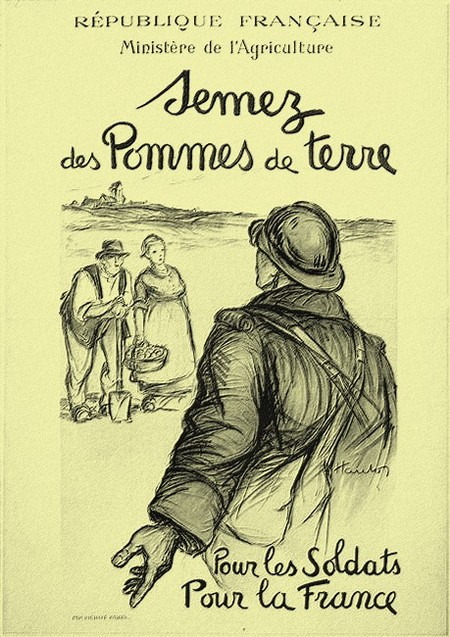
Affiche incitant les femmes et les vieillards au travail des champs.

Les femmes cumulent le travail domestique et le travail aux champs. Les hommes sont brutaux. La vie des jeunes filles n'est pas simple (histoire banale mais toujours cruelle de la jeune fille pauvre séduite puis abandonnée enceinte). On retrouve ces idées dans la plupart des romans de Pérochon (Les Creux de maisons, Nêne).
- L'éducation des enfants et l'émancipation des jeunes.

On retrouve là, Pérochon, l'instituteur et pédagogue qui avait des aspirations très novatrices pour l'époque et qu'il a parfois exposées avec humour.
- L'inutilité de la Guerre «Ce n'est pas avantageux la guerre... Il n'y a pas de chantier plus bête» dit Clovis[9].
- La beauté du travail de la terre et des paysages de la campagne (en particulier du marais poitevin).

### Le style
Pérochon écrit de façon claire et précise. Le ton est alerte et empreint d'émotions, la langue émaillée de mots et de tournures propres au poitevin. Le sujet du roman ne laisse pas indifférent.

## Pour aller plus loin

### Livres
Le roman a été réédité chez Marivole Éditions (disponible aussi sur tablettes de lecture) et Geste Éditions.

### Film
Le film Les Gardiennes de Xavier Beauvois  s'inspire très largement du roman bien que l'action soit située dans la campagne proche du Dorat. Il est sorti en France le 6 décembre 2017.